# Знаменка (городской округ город Кулебаки)
Знаменка — деревня в городском округе город Кулебаки Нижегородской области России.

## География
Деревня находится в юго-западной части Нижегородской области, в пределах западной части Приволжской возвышенности, в зоне хвойно-широколиственных лесов, на расстоянии приблизительно 14 километров (по прямой) к юго-востоку от города Кулебаки, административного центра района. Абсолютная высота — 132 метра над уровнем моря.
Климат
Климат характеризуется как умеренно континентальный, с умеренно холодной снежной зимой и тёплым летом. Среднегодовая температура — 3,6 °C. Средняя температура воздуха самого тёплого месяца (июля) — 20 — 22 °C; самого холодного (января) — −11,5 °C. В течение 4 — 4,5 месяцев длится период с отрицательными значениями температуры воздуха. Среднегодовое количество атмосферных осадков составляет около 450—500 мм.
Часовой пояс
Деревня Знаменка, как и вся Нижегородская область, находится в часовой зоне МСК (московское время). Смещение применяемого времени относительно UTC составляет +3:00.

## Население
| 2002 | 2010 |
| ---- | ---- |
| 1    | ↘0   |